# Les Sorcières de Karres
Les Sorcières de Karres (titre original : The Witches of Karres) est un roman de James H. Schmitz publié en 1966.
Les Sorcières de Karres est le roman de science-fiction Space opera le plus connu de l'auteur américain James H. Schmitz, publié en 1966 et basé sur une histoire de 1949 du même nom paru dans Analog Science Fiction and Fact. Il a été finaliste pour le prix Hugo en 1967. Il a été publié pour la première fois en italien en 1976.
Le roman est distinct par rapport au cycle plus large de Telzey Amberdon et ne se situe pas dans l'univers de la « Fondation Hub » qui sert de toile de fond à la plupart des nouvelles et romans de James H. Schmitz.

## Histoire
The Witches of Karres est à l'origine une nouvelle publiée dans le numéro de décembre 1949 d' Astounding Science Fiction et a été réimprimée diverses fois. La version romanesque a été incluse dans le Science Fiction Hall of Fame, volume 2, comme l'une des meilleures œuvres publiées avant 1966. Schmitz a transformé la nouvelle en un roman en 1966, qui a été réédité par Baen Books en 2005.
Une suite, The Wizard of Karres, écrite par Mercedes Lackey, Eric Flint et Dave Freer, a été publiée par Baen Books en 2004, avec les mêmes personnages que le roman original. The Sorceress of Karres, écrit par Eric Flint et Dave Freer, a été publié par Simon & Schuster en 2010 et poursuit l'histoire avec le retour de la plupart des personnages. Une troisième suite, The Shaman of Karres, écrite par Eric Flint et Dave Freer, a été publiée par Baen Books en 2020.

## Trame
Il s'agit de l'histoire d'un jeune capitaine de vaisseau spatial qui se retrouve de plus en plus impliqué dans des aventures  impliquant des envahisseurs extraterrestres, des pirates de l'espace et des pouvoirs magiques.